# Кристиан Фридрих Карл фон Хоенлое-Кирхберг
Кристиан Фридрих Карл фон Хоенлое-Кирхберг (на немски: Christian Friedrich Karl von Hohenlohe-Kirchberg; * 19 октомври 1729, Кирхберг ан дер Ягст, Щутгарт; † 18 август 1819, Кирхберг ан дер Ягст, Щутгарт) е 2. княз на Хоенлое-Кирхберг (1767 – 1806) и 1806 г. племенен господар във Вюртемберг.

## Биография
Той е единственият син на княз Карл Август фон Хоенлое-Кирхберг (1707 – 1767) и първата му съпруга графиня Шарлота Амалия фон Волфщайн (1706 – 1729), дъщеря на граф Кристиан Албрехт фон Волфщайн (1672 – 1740) и съпругата му графиня Августа Фридерика фон Хоенлое-Нойенщайн (1677 – 1772).
Баща му Карл Август се жени втори път на 1 юни 1730 г. в Нюрнберг за графиня Сузанна Маргарета Луиза фон Ауершперг (1712 – 1748) и Кристиан Фридрих КАрл е полубрат на Фридрих Вилхелм (1732 – 1796, Прага), Август Лудвиг (1735 – 1780) и Фридрих Еберхард (1737 – 1804). Баща му се жени трети път на 21 януари 1749 г. в Хилдбургхаузен за принцеса Каролина София фон Хоенлое-Йоринген (1715 – 1770) и той е полубрат на Фридрих Карл Лудвиг (1751 – 1791).
Кристиан Фридрих Карл управлява като княз на Хоенлое-Кирхберг от 1767 до 1806 г. Той е директор на франкския графен колегиум и императорски-кралски кемерер и наследствен имперски маршал. От 1805 до 1819 г. е сеньор на целия род Хоенлое. След влизането на Хоенлое-Кирхберг през 1806 г. в Кралство Вюртемберг, княз Кристиан Фридрих Карл става през 1809 г. първият имперски наследствен маршал на кралството.
Умира на 18 август 1819 г. в Кирхберг ан дер Ягст на 89 години и е погребан там.

## Фамилия
Първи брак: на 4 юни 1760 г. в Лангенбург с Луиза Шарлота фон Хоенлое-Лангенбург (* 20 декември 1732; † 5 август 1777), дъщеря на княз Лудвиг фон Хоенлое-Лангенбург (1696 – 1765) и графиня Елеанора фон Насау-Саарбрюкен (1707 – 1769). Те имат две дъщери.
- Каролина Хенриета (1761 – 1849), омъжена на 10 юни 1779 г. в Кирхберг за княз Хайнрих XLII Ройс-Шлайц (1752 – 1818)
- Шарлота Амалия Фридерика (1777 – 1791)

Втори брак: на 9 октомври 1778 г. в дворец Филипсайх при Драйайх с графиня Филипина София Ернестина фон Изенбург-Бюдинген (* 1 ноември 1744; † 6 октомври 1819), дъщеря на генерал граф Вилхелм Мориц II фон Изенбург-Филипсайх (1688 – 1772) и графиня Филипина Луиза фон Щолберг-Гедерн (1705 – 1744). Те имат децата:
- Йозеф (1783 – 1783)
- Георг Фридрих Мориц (1786 –1836), княз на Хоенлое-Кирхберг, женен на 9 юли 1812 г. във Фридрихсруе за принцеса Аделхайд Шарлота Вилхелмина фон Хоенлое-Ингелфинген (1787 – 1858), дъщеря на княз Фридрих Лудвиг фон Хоенлое-Ингелфинген-Йоринген
- Кристиана Августа Филипина (*/† 1779)
- Вилхелмина Фридерика София (1780 – 1853)
- Августа Елеонора (1782 – 1847), омъжена на 11 август 1807 г. за граф Фридрих Райнхард фон Рехтерен-Лимпург-Шпекфелд (1752 – 1842)
- Луиза (1784 – 1821), омъжена на 24 септември 1816 г. в Кирхберг за принц Лудвиг Кристиан Август фон Хоенлое-Лангенбург (1774 – 1844)